# Pablo Irimia
Pablo Irimia Sieira (La Coruña, 1971) es un médico neurólogo, profesor titular de Neurología en la Facultad de Medicina de la Universidad de Navarra, e investigador español. Coordinador del Grupo de cefaleas de la Sociedad Española de Neurología (SEN) y Especialista en Neurología por Clínica Universitaria de Navarra (CUN).

## Biografía
Pablo nació en La Coruña (1971). Hijo de un médico internista, desde niño quiso dedicarse a la medicina. Durante su juventud se trasladó a Pamplona, donde se licenció en Medicina en la Universidad de Navarra. Realizó la especialización en la Clínica Universidad de Navarra. Tiene un hermano que también es médico internista.
Compatibiliza su actividad asistencial con la docencia y la investigación clínica. Es Consultor del Departamento de Neurología de la CUN, y ha formado parte de la Junta directiva de la Sociedad Española de Neurología como Vocal del Área de Comunicación y posteriormente del Area Internacional. Es el coordinador actual del Grupo de cefaleas de la SEN.Para este último cargo fue reelegido (diciembre de 2022), por un periodo de dos años.
Ha sido presidente de la Sociedad Navarra de Neurología, Presidente de la Sociedad Española de Neurosonología (SONES), ha coordinado el Panel de Cefaleas de la Academia Europea de Neurología y ha sido coordinador del European Board Examination in Neurology.
Pablo está casado con la abogada murciana Inma Luján, a quien conoció en Pamplona, tienen dos hijas que estudian Medicina.

## Investigación y publicaciones
Sus áreas de investigación son el estudio de las cefaleas primarias, la neuroprotección en la fase aguda del ictus, en los factores de riesgo del ictus y en Neurosonología.
Es autor de más de cien artículos en revistas científicas, ha participado en varios proyectos de investigación y es miembro del Comité Editorial de la revista "Neurología".